# Pierre Lhomme
Pierre Lhomme (Boulogne-Billancourt, 5 de abril de 1930 - Arlés, 4 de julio de 2019)  fue un director de fotografía y cineasta francés.

## Filmografía
- 2002 : Le Divorce, de James Ivory
- 1999 : Cotton Mary, de Ismail Merchant
- 1998 : Voleur de vie, de Yves Angelo
- 1997 : Los méritos de Madame Curie, de Claude Pinoteau
- 1996 : Anna Oz, de Éric Rochant
- 1996 : Mon homme, de Bertrand Blier
- 1994 : Jefferson in Paris, de James Ivory
- 1994 : Oh God, Women Are So Loving, de Magali Clément
- 1992 : Toxic Affair, de Philomène Esposito
- 1992 : Promenade d'été, de René Féret
- 1991 : The Voyager, de Volker Schlöndorff
- 1990 : Cyrano de Bergerac, de Jean-Paul Rappeneau
- 1989 : Baptême, de René Féret
- 1988 : Camille Claudel, de Bruno Nuytten
- 1987 : Charlie Dingo, de Gilles Béhat
- 1987 : Maurice, de James Ivory
- 1986 : Champagne amer, de Ridha Behi
- 1985 : Urgence, de Gilles Béhat
- 1985 : My Little Girl, de Connie Kaiserman
- 1984 : Mistral's Daughter, de Kevin Connor (TV)
- 1983 : Le Grand carnaval, de Alexandre Arcady
- 1982 : Mortelle randonnée, de Claude Miller
- 1981 : Tout feu tout flamme, de Jean-Paul Rappeneau
- 1981 : Quartet, de James Ivory
- 1980 : 44 ou les récits de la nuit, de Moumen Smihi
- 1980 : La Fille prodigue, de Jacques Doillon
- 1979 : Aurélia Steiner, de Marguerite Duras
- 1979 : Le Navire Night, de Marguerite Duras
- 1979 : Les Mains négatives, de Marguerite Duras
- 1979 : Retour à la bien-aimée, de Jean-François Adam
- 1978 : Judith Therpauve, de Patrice Chéreau
- 1977 : Dites-lui que je l'aime, de Claude Miller
- 1976 : Les Enfants du Placard, de Benoît Jacquot
- 1976 : L'Ombre des châteaux, de Daniel Duval
- 1976 : Une sale histoire, de Jean Eustache
- 1976 : The Savage State, de Francis Girod
- 1975 : Le Grand délire, de Denis Berry
- 1974 : La Chair de l'orchidée, de Patrice Chéreau
- 1974 : Sweet Movie, de Dušan Makavejev
- 1974 : Le Sauvage, de Jean-Paul Rappeneau
- 1974 : La Solitude du chanteur de fond, de Chris Marker
- 1973 : Je ne sais rien mais je dirai tout, de Pierre Richard
- 1973 : M comme Mathieu, de Jean-François Adam
- 1972 : Sex shop, de Claude Berri
- 1972 : La mamá y la puta, de Jean Eustache
- 1971 : Quatre nuits d'un rêveur, de Robert Bresson
- 1971 : Quelqu'un derrière la porte, de Nicolas Gessner
- 1971 : La Vieille fille, de Jean-Pierre Blanc
- 1970 : Festival panafricain d’Alger 1969, de William Klein
- 1969 : El ejército de las sombras, de Jean-Pierre Melville
- 1969 : Le Plus Vieux Métier du monde, de Claude Autant-Lara, Philippe de Broca y Jean-Luc Godard
- 1968 : À bientôt, j'espère, de Chris Marker & Mario Marret
- 1968 : La Chamade, de Alain Cavalier
- 1968 : Mr. Freedom, de William Klein
- 1968 : Le Dernier homme, de Charles Bitsch
- 1967 : Mise à sac, de Alain Cavalier
- 1967 : Rey de Corazones, de Philippe de Broca
- 1967 : Coplan sauve sa peau, de Yves Boisset
- 1966 : La Vie de château, de Jean-Paul Rappeneau
- 1965 : Le Mistral, de Joris Ivens
- 1965 : Métamorphose du paysage, de Éric Rohmer (TV)
- 1962 : Le Joli Mai, de Chris Marker & Pierre Lhomme
- 1961 : Le Combat dans l'île, de Alain Cavalier
- 1960 : Saint-Tropez Blues, de Marcel Moussy